# El Calvari de Gandesa
El Calvari de Gandesa és un conjunt format per una capella i els pilars amb les estacions del Via Crucis situat a Gandesa (Terra Alta) inclosa a l'Inventari del Patrimoni Arquitectònic de Catalunya.

## Descripció
Situat a un petita elevació del terreny que domina la vila. El conjunt està constituït per una petita capella i els pilars amb les estacions. La capella està feta de pedra, de planta rectangular, porta de mig punt de maó dovellat amb petits contraforts als quatre angles.
L'interior està pintat, la coberta és de teula a dues aigües amb creu metàl·lica a la part més alta de la façana.
Els pilars de les estacions són de formigó amb base quadrada que després passa a ser octogonal al fust, acabat amb creu metàl·lica.

## Història
La construcció de la capella va ser encarregada per mossèn Antoni Solé, al mateix temps que el santuari de la Fontcalda. Les estacions a cura de mossèn Gimeno.